# Miraflores del Palo
Miraflores del Palo es un barrio perteneciente al distrito Este de la ciudad andaluza de Málaga, España. Según la delimitación oficial del ayuntamiento, limita al norte con el barrio de Miraflores Alto; al oeste, con los barrios de Miraflores y La Pelusa; al sur, con los barrios de El Palo, Las Cuevas y El Drago; y al oeste, con la urbanización de Villa Cristina y la de San Isidro.

## Transporte
En autobús está conectado con el resto de la ciudad mediante las siguientes líneas de la EMT: 
| Línea | Trayecto                                | Recorrido | Frecuencia |
| ----- | --------------------------------------- | --------- | ---------- |
| 34    | Alameda Principal - Miraflores del Palo | Recorrido | 40 minutos |
| 11    | Alameda Principal - El Palo             | Recorrido | 5 minutos  |
| 3     | Puerta Blanca - El Palo                 | Recorrido | 5 minutos  |